# Gilbert Bodart
Gilbert Bodart (2 de setembro de 1962) é um ex-futebolista belga que atuava como goleiro e competiu na Copa do Mundo FIFA de 1986 e 1990. Atualmente é manager de futebol, sendo seu ultimo clube o RJ Rochefort da Bélgica.

## Carreira em clubes
Bodart é um dos principais goleiros da historia do Standard Liège onde autou de 1981 até 1996. No final de 1996 transferiu-se para o Bordeaux, voltando ao clube belga em 1997. Aposentou-se no KSK Beveren em 2002 aos 40 anos.

## Polêmicas e prisão
No inicio de 2006 foi acusado de participar de um esquema de corrupção e apostas de jogos da liga belga de futebol, precisando se afastar do cargo de manager, no La Louviére. No ano de 2008, acabou ficando um periodo preso devido a acusação de cúmplice num assalto na Grutas de Han.
1. ↑  «Seleção Belga na Copa do Mundo FIFA de 1986». Fifa.com. Consultado em 21 de agosto de 2010. Arquivado do original em 3 de julho de 2010